# Mnet
Mnet (skrót od Music Network) – południowokoreański kanał muzyczny założony przez CJ ENM, spółki zależnej CJ Group.
Studio CJ E&M Center znajduje się w Sangam-dong, Mapo-gu, w Seulu i jest centrum nadawania i nagrywania wielu programów kanału z publicznością, w tym m.in. cotygodniowy program muzyczny M Countdown.
W 1993 roku powstało Music Network. Kanał rozpoczął nadawanie 1 maja 1995 roku.

## Programy

### Programy muzyczne
- M Countdown
- Daily Music Talk
- Live on M
- MPD's MVP
- Legend 100 Artist
- M gigs
- M Morning
- Mnet Music Twit

### Specjalne wydarzenia
- Asia Song Festival
- Grammy Award
- Style Icon Asia

### Programy rozrywkowe
- I Can See Your Voice (współtworzony z Signal Entertainment Group)
- M! Countdown Begins (wcześniej RT M! Countdown)
- M Tunes
- School Rapper
- Show Me the Money
- Superstar K (współtworzony z Signal Entertainment Group)
- Golden Tambourine
- Unpretty Rapstar
- HIT the STAGE
- New YANG and NAM SHOW (wcześniej YANG and NAM SHOW)
- Seria Produce 101 (od 2016; współtworzony z Signal Entertainment Group)
- Boys24 (2016)
- Wiki BOYS24 (2017)
- Idol School (2017)

### Seriale
Mnet emituje oryginalne seriale w piątki między 22:50 a 00:50 KST, podczas gdy powtórki innych serialów wyprodukowanych przez inne kanały CJ E&M emitowane są w soboty i niedziele między 23:00 a 00:00 KST.
- Home Sweet Home (2005)
- Monstar (2013)
- Hero (2013)
- Mimi (2014)
- Entertain Us (2014)
- Chiljeonpalgi Goo Hae-ra (2015)
- The Lover (2015)

## Nagrody
- Mnet Asian Music Awards (w skrócie MAMA)
- Mnet 20’s Choice Awards